# Lactobacillus buchneri
Lactobacillus buchneri è una specie di batterio appartenente alla famiglia delle Lactobacillaceae.